# Joan Oró
Joan Oró i Florensa (26 octobre 1923, Lleida - 2 septembre 2004, Barcelone) est un biochimiste espagnol de la seconde moitié du XXe siècle. Récompensé par plusieurs distinctions comme le Prix Creu de Sant Jordi de la Généralité de Catalogne ou la médaille Oparin, il s'intéressa principalement aux origines de la vie.

## Biographie
Diplômé de l'université de Barcelone en 1952, il partit rapidement s'installer aux États-Unis à cause du manque de moyens de la recherche espagnole de l'époque franquiste. Devenu docteur de biochimie en 1956, il fonda le département de biochimie et de biophysique de l'université de Houston en 1963. En même temps, il commença à travailler régulièrement avec la NASA et fut chargé d'étudier des échantillons de sol martien. Il participa également à l'élaboration des missions Viking à destination de la planète rouge.
Ses recherches portèrent principalement sur la synthèse prébiotique de composés organiques essentiels à la vie. En particulier, il réussit à synthétiser de l'adénine à partir de cyanure d'hydrogène. Il étudia également les molécules organiques présentes dans les comètes et participa à l'interprétation des données recueillies par les sondes Viking.